# Intermetamorfosi
La sindrome di intermetamorfosi è un disturbo mentale, con presenza di delirio di trasformazione somatica, in cui il paziente crede di assistere ad una continua metamorfosi di varie persone, che si fondono e si trasformano le une nelle altre; per cui una persona familiare finisce per presentare caratteristiche fisiche e psicologiche di altre persone. Per alcuni aspetti simile alla sindrome di Fregoli, fa parte delle sindromi che hanno a che fare con alterazioni nel riconoscimento e con il delirio di trasformazione. Tali sindromi, prevalentemente di tipo funzionale, sono tipiche della schizofrenia, in particolare della schizofrenia paranoide. Possono però essere collegate anche a deficit di tipo organico, ad esempio disturbi neurologici come la prosopoagnosia (disturbo patologico legato a difficoltà nel riconoscere i volti), oppure a psicosi epilettiche e a disturbi mentali di origine organica.